# Autostrada A11
Die Autostrada A11 (italienisch für ‚Autobahn A11‘), auch Autostrada Firenze-Mare genannt, ist eine italienische Autobahn in der Mitte des Landes, die Florenz mit Pisa und dem Ligurischen Meer verbindet. Sie ist 81,2 km lang und in ihrer gesamten Länge mautpflichtig. Die Autobahn liegt vollständig in der Toskana. Betrieben wird die Autobahn von der italienischen Firma Autostrade per l’Italia.
Die Strecke ist Bestandteil der Europastraße 76.

## Verlauf

Streckenverlauf der A11

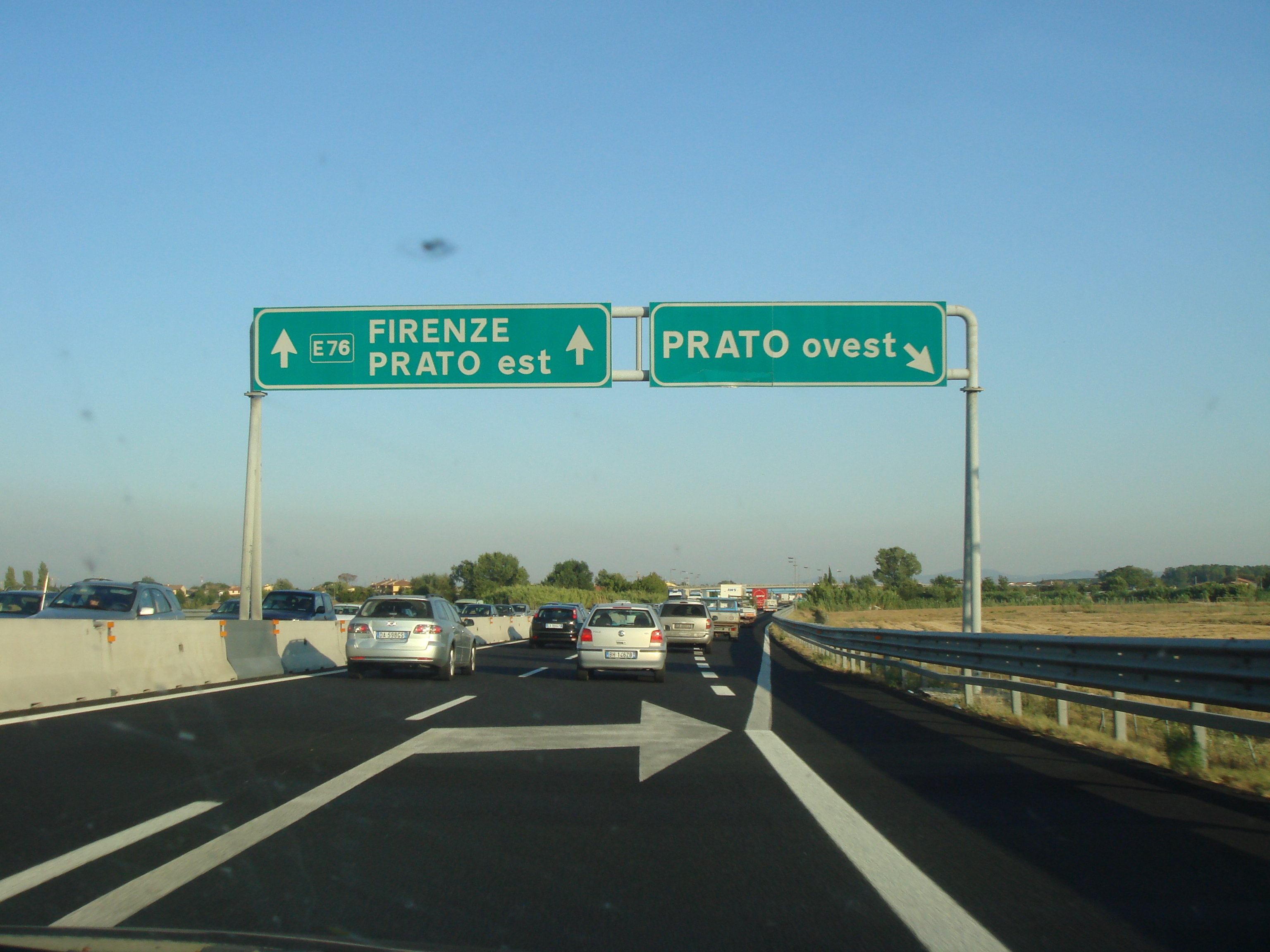
Die A11 bei Prato

Die A11 ist in ihrem kompletten Verlauf vierspurig ausgebaut.
Die Autobahn beginnt nahe dem Flughafen Florenz, wo sie Richtung Osten sich zuerst mit der A1 kreuzt. Danach führt sie entlang der Ebene des Flusses Arno, vorbei an den Städten Prato und Pistoia, nach Lucca. Hier führt die A11/A12 nach Viareggio zur A12.
Die Autobahn endet nach 80 Kilometern nördlich von Pisa, wo sie in die A12 einmündet.

## Ausbauzustand und Zukunftspläne
Die A11 ist derzeit durchgehend von Florenz nach Pisa vierspurig ausgebaut.
Im Zuge des 2008 beschlossenen Übereinkommens zwischen der Betreiberfirma Autostrade per l'Italia und der ANAS, das zahlreiche Investitionen im bestehenden Autobahnnetz Italiens vorsieht, wurden auch auf der A11 Modernisierungsarbeiten beschlossen.
Zwischen Florenz und Pistoia soll die Autobahn auf 26,8 km sechsspurig ausgebaut werden (drei Fahrspuren pro Richtung), ebenso zwischen Pistoia und Montecatini auf 11,4 km. Diese Projekte befinden sich momentan in der Planungsphase.

## Geschichte
Die A11 gilt als die zweitälteste italienische Autobahn nach der A8. Sie wurde bereits Anfang der 1930er Jahre unter faschistischer Führung in ihrer kompletten Länge errichtet.
Die Bauzeit betrug vier Jahre und dauerte von 1928 bis 1932. Am 8. August 1933 wurde die gesamte Strecke dem Verkehr übergeben.

## Namensherkunft
Neben der offiziellen Bezeichnung A11 erhielt die Autobahn auch eine weitere Bezeichnung, Autostrada Firenze-Mare. Die Strecke verbindet Florenz auf direktem Wege mit dem Meer und den Stränden der Toskana. Daher ist die A11 unter Florentinern eher unter dieser Bezeichnung bekannt.